# Sunburn In Cyprus
Sunburn In Cyprus aus Göttingen wurde 1998 gegründet, um neben der regulären musikalischen Arbeit der einzelnen Mitglieder zusätzliche Produktionen aus den Bereichen Electronic/Dance/TripHop zu produzieren.
Neben Remixen für unterschiedliche Künstler produziert Sunburn In Cyprus einen genre-übergreifenden Mix aus Trip-Hop, Lounge/Chill-Out, Dub/Reggae, House, Downbeat und Dance – mit eingängigen Pop-Vocals und Jazz-Einflüssen. Dabei hat sich Sunburn In Cyprus im Laufe der Zeit immer mehr zu einem eigenständigen Projekt, mit inzwischen weltweiter Fangemeinde, insbesondere in Australien, USA, UK und Deutschland, entwickelt.
Neben eigenen CD-Veröffentlichungen wurden einzelne Songs auch auf Kompilationen u. a. in Großbritannien und Italien (z. B. bei Sony Music und TimeRecords) veröffentlicht. Weitere Songs wurden auch in Filmen und Videoproduktionen (u. a. USA, Österreich und Deutschland) verwendet.
Ursprünglich als reines Studio-/Remix-Projekt eines festen Kerns mit zusätzlichen, wechselnden Mitgliedern gedacht, präsentiert Sunburn In Cyprus Songs aus den bisherigen CDs sowie noch unveröffentlichte Songs seit Anfang 2005 sowohl in Clubs als auch auf Festivals auch live.

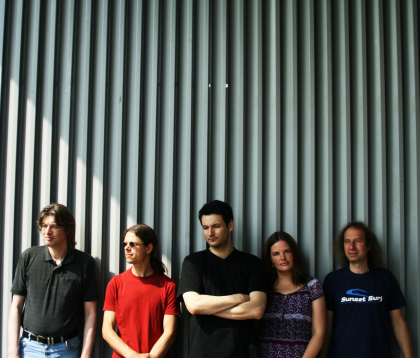
Sunburn In Cyprus Live-Band 2010

## Diskografie
- 1999: The Great Teapot Mystery
- 2001: Voodoo on Demand
- 2002: Traffic Jam (Maxi-CD)
- 2004: Raw & Mixed
- 2007: Feng Shui Rescue
- 2010: In the Sunshine